# 蒲河駅
蒲河駅（かまがえき）は、長崎県南島原市有家町蒲河にあった島原鉄道島原鉄道線の駅（廃駅）である。

## 歴史
- 1932年（昭和7年）11月15日：口之津鉄道の駅として開業。開業当初から停留場。
- 1943年（昭和18年）7月1日：会社合併により、島原鉄道の駅となる。
- 1987年（昭和62年）6月：駅舎新築[1]
- 2008年（平成20年）4月1日：島原外港 - 加津佐間の廃線により、廃駅となる。

## 駅構造
単式ホーム1面1線を有する地上駅。無人駅となっている。

## 利用状況
営業最終年度である2007年度の年間乗車人員は6,332人、降車人員は5,839人であった。
| 年度               | 年間 乗車人員 | 年間 降車人員 |
| ------------------ | ------------- | ------------- |
| 1997年（平成09年） | 8,765         | 8,538         |
| 1998年（平成10年） | 11,867        | 11,723        |
| 1999年（平成11年） | 11,953        | 11,615        |
| 2000年（平成12年） | 10,073        | 9,603         |
| 2001年（平成13年） | 8,594         | 7,529         |
| 2002年（平成14年） | 8,763         | 7,797         |
| 2003年（平成15年） | 8,139         | 7,760         |
| 2004年（平成16年） | 7,706         | 7,065         |
| 2005年（平成17年） | 6,583         | 6,022         |
| 2006年（平成18年） | 5,610         | 4,689         |
| 2007年（平成19年） | 6,332         | 5,839         |

## 駅周辺
駅を出て北側には自転車置き場、南側に駄菓子屋がある。住宅はやや多い。少し離れたところにスーパーマーケットがある。
- 南島原市立蒲河小学校
- 南島原市立有家中学校
- 国道251号

## 隣の駅
島原鉄道
島原鉄道線
堂崎駅 - 蒲河駅 - 有家駅